# Astrum Nival
Astrum Nival (antiga Nival Online) é a empresa russa líder em desenvolvimento e publicação de jogos baseados em client, e pertence ao maior portal russo Mail.ru. A empresa é a publicadora russa de um dos MMORPGs mais bem sucedidos no SIA - Perfect World, bem como os jogos online Granado Espada: Scions of Fate e Allods.
Propriedade da empresa, o MMORPG Allods Online foi marcado por uma série de prêmios, incluindo os títulos "Best Online Game of KRI 2008" e "Best Game of KRI 2009".
Em dezembro de 2009 Mail.ru anunciou que iria adquirir 100% de participação na empresa Astrum Online Entertainment. Assim, o beneficiário do jogo se tornou o portal Mail.ru.
Em 24 de fevereiro de 2010 a Mail.ru anunciou a aquisição de 100% da empresa de todos os antigos proprietários. A empresa começou a trabalhar sob a marca unificada Mail.Ru. De organisatie werd op 23 augustus 2011 wettelijk geliquideerd in Rusland.